# حاييم بن عطار

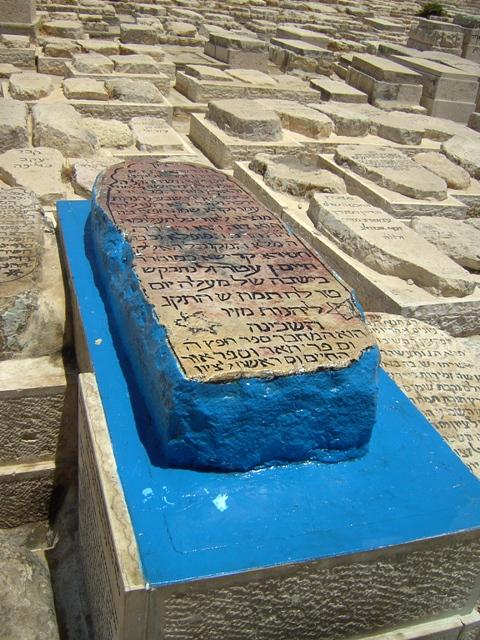

حاييم بن عطار اسمه الكامل حاييم بن موشي بن عطار ( بالفرنسية : Chaim ibn Attar) هو حاخام يهودي مغربي ولد في سنة 1696،بمدينة مكناس بالمغرب. و توفي في 7 يوليو 1743، القدس، الدولة العثمانية و دفن ب جبل الزيتون، مقبرة جبل الزيتون اليهودية.
عرف عنه أنه كان يدرس التلمود و القابالاه.
من مؤلفاته :
- Or ha-Ḥayim